# 風暴洋
风暴洋（拉丁語：Oceanus Procellarum，IPA：/oʊˈsiːənəs prɒsɛˈlɛərəm/；拉丁文意为“风暴之洋”）是月球近月面西侧，形成于31-35亿年前的一座巨大的月海。由于面积最大，它也是月球上唯一被称为"洋"的月海，横跨月球南北中轴线绵延达2500公里（1600英里）以上，其范围约400万平方公里（150万平方英里）。

## 名称来源
约翰·赫维留最先在其1647年的月图中提到它的拉丁名；1935年，经国际天文学联合会（IAU）投票，正式认定其为国际标准名称。

## 表面特征
就像所有的月海，风暴洋也是由火山喷发涌出的古老玄武岩所构成，形成一块厚厚的、几近平坦的凝固岩浆区。然而，与月球上其他月海不一样的是，风暴洋可能不一定坐落于一座所确定的撞击盆地内。环绕它的四周，分布着很多较小的月湾和月海，如南面的雲海和湿海；东北方被喀尔巴仟山脉隔开的雨海。在东北边缘坐落着32公里宽的阿里斯塔克斯陨石坑，它被认为是月球近月面最明亮的月表特征。同时，有着醒目射线纹的哥白尼环形山位于风暴洋的东侧边缘，清晰发亮的物质蔓延在较暗的地层上；风暴洋的北部边缘则坐落着露湾。

## 形成起源

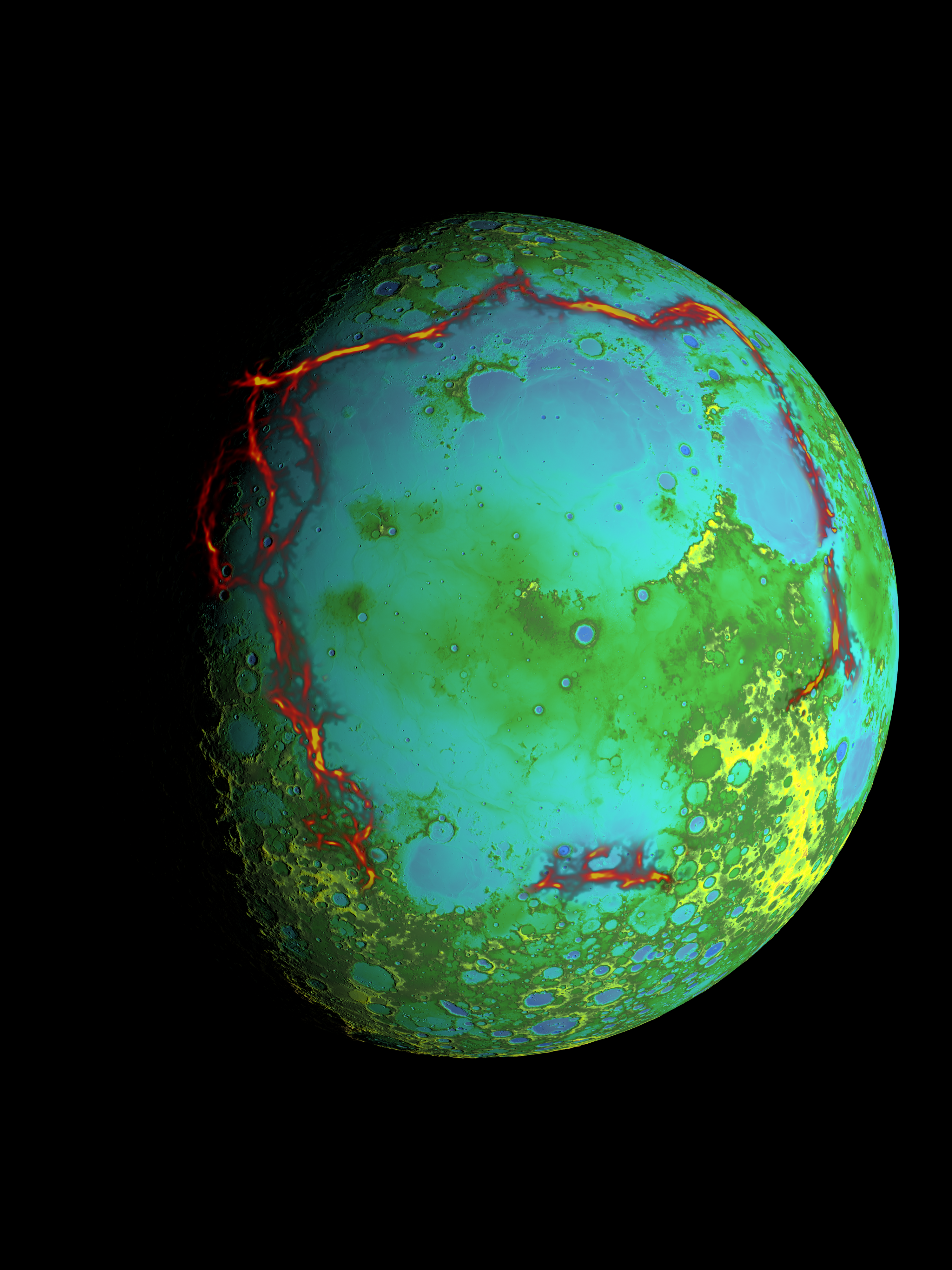
风暴洋接壤的重力异常区（红色）覆盖整个标高图.

风暴洋地层的绝大部分可能来源“阿里斯塔克斯高原”（Aristarchus plateau）火山喷发的熔岩。风暴洋中玄武岩总量约为8.7×105立方公里，将近月球总量的10％左右，这意味着该平原拥有月球上最大玄武岩区。
有几种有关风暴洋起源及相关月球近、背面不对称的假说。其中最可能的一种，认为风暴洋产生于月球近月面上一次古老巨大的撞击结果，撞击盆地的大小估计超过了3000公里，使它成为太阳系中最大的陨石坑之一，风暴洋仅是撞击坑的西北的一部分。

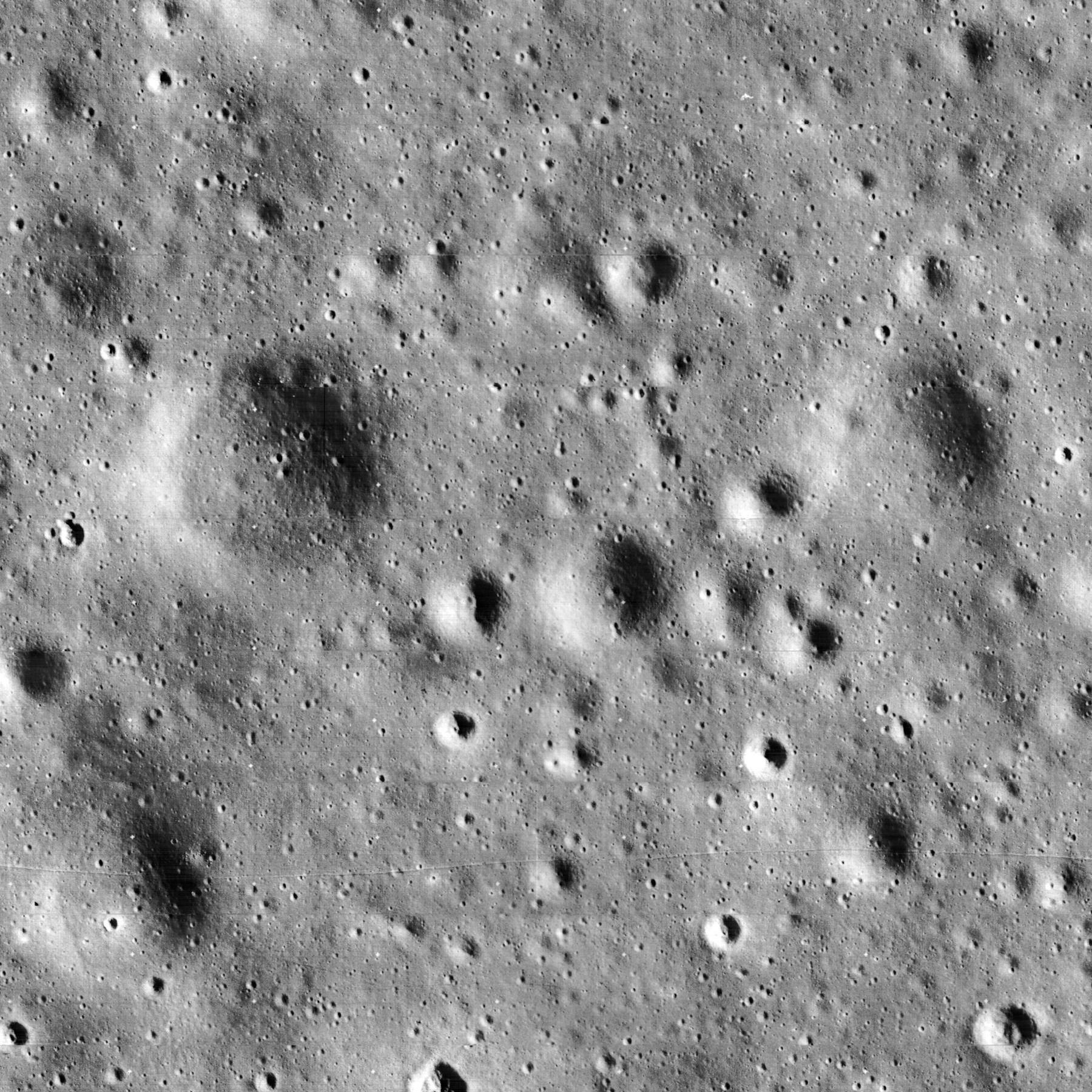
任务计划的阿波罗12号着陆点图（居中，1.75x1.75公里)。

该撞击可能发生在月球历史的极早期：当时，月球岩浆海仍然存在或部分存在，所沉积的5-30公里厚的地壳层在月球背面形成了高地。如果是这种情况的话，所有相关的撞击结构如：撞击坑、中央峰等都将被后来的撞击和火山活动抹去。支持这一假说的证据，是环风暴洋不相容成分的浓度（克里普矿物）及钙辉石含量较低。
风暴洋可能还形成于月球构造过程中所受到的非均匀加热。圣杯号探测器测绘了月球的重力梯度，发现了熔岩平原所覆盖区域四周类似裂谷的四方形结构，这表明该盆地的形成是源于月球内部对月表的冷热作用，而非通过一次会留下一座圆形弹坑的月表撞击。
其他假设包括对月球背面伴侣天体的后期吸积。后者假定，除了本月球外，还有另一颗形成于大碰撞碎片的较小卫星（直径大约1200公里）。几十万年后它与月球相撞并由于碰撞速度较小，因而简单地堆积形成了月球背面的高地。

## 人类探索
1966年1月31日，苏联无人探测器月球9号着陆到风暴洋，同年12月24日，月球13号也降落到那里。1966年6月2日，美国勘测者1号首次在风暴洋实现了软着陆，该探测器拍摄了11240张登陆点的照片，并测量了该地区的温度和雷达反射情况；次年4月20日，美国勘测者3号探测器降落在该地区，进行了月壤挖掘和分析；1969年11月阿波罗12号载人飞船携载宇航员皮特·康拉德和艾伦·宾也着陆在风暴洋，他们的着陆点距“勘测者3号”不到330米，取回34.6公斤月岩和月壤。现在那儿已被改称为知海。
2020年12月1日，中国无人探测器嫦娥五号在风暴洋西北方的吕姆克山附近软着陆，采集了2公斤的月壤，并于12月3日从月面起飞返回地球。

## 图集

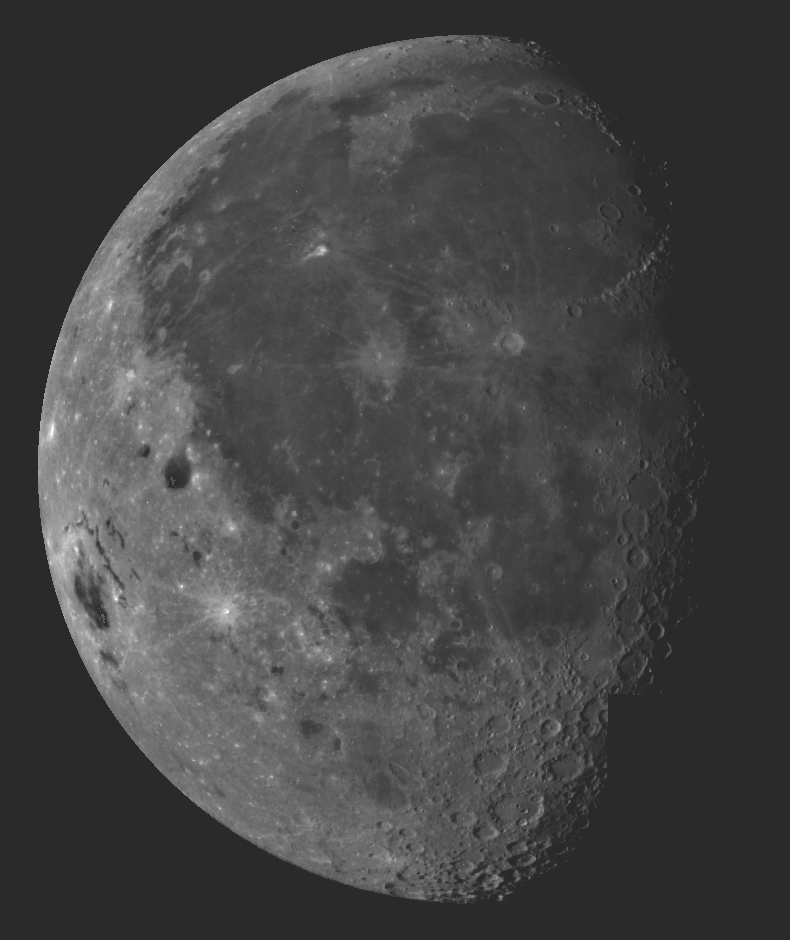
风暴洋位于图中中间及左上的大月海。
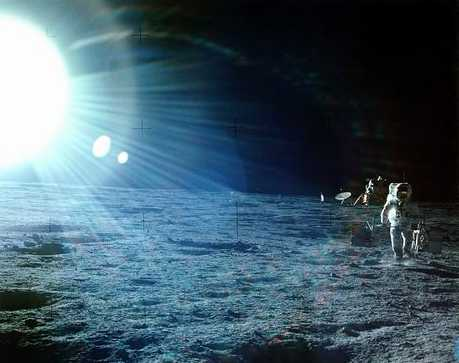
宇航员艾伦·宾成为第四位在月球上漫步的人，当时他正走出登陆在风暴洋东部的着陆器。